# يوسو
يوسو هي مستوطنة، ومدينة في كوريا الجنوبية، تتبع مقاطعة جولا الجنوبية، بلغ عدد سكانها 273,761 نسمة في 2015، تبلغ مساحتها 503.33 كيلومتر مربع.

## المناخ
يظهر الجدول التالي التغييرات المناخية على مدار السنة ليوسو:
| البيانات المناخية لـيوسو                                                      | البيانات المناخية لـيوسو | البيانات المناخية لـيوسو | البيانات المناخية لـيوسو | البيانات المناخية لـيوسو | البيانات المناخية لـيوسو | البيانات المناخية لـيوسو | البيانات المناخية لـيوسو | البيانات المناخية لـيوسو | البيانات المناخية لـيوسو | البيانات المناخية لـيوسو | البيانات المناخية لـيوسو | البيانات المناخية لـيوسو | البيانات المناخية لـيوسو |
| الشهر                                                                         | يناير                    | فبراير                   | مارس                     | أبريل                    | مايو                     | يونيو                    | يوليو                    | أغسطس                    | سبتمبر                   | أكتوبر                   | نوفمبر                   | ديسمبر                   | المعدل السنوي            |
| ----------------------------------------------------------------------------- | ------------------------ | ------------------------ | ------------------------ | ------------------------ | ------------------------ | ------------------------ | ------------------------ | ------------------------ | ------------------------ | ------------------------ | ------------------------ | ------------------------ | ------------------------ |
| الدرجة القصوى °م (°ف)                                                         | 17.4 (63.3)              | 18.3 (64.9)              | 22.0 (71.6)              | 27.4 (81.3)              | 33.5 (92.3)              | 32.1 (89.8)              | 37.1 (98.8)              | 36.4 (97.5)              | 33.9 (93.0)              | 28.4 (83.1)              | 27.9 (82.2)              | 20.2 (68.4)              | 37.1 (98.8)              |
| متوسط درجة الحرارة الكبرى °م (°ف)                                             | 6.2 (43.2)               | 8.2 (46.8)               | 12.1 (53.8)              | 17.4 (63.3)              | 21.4 (70.5)              | 24.2 (75.6)              | 27.1 (80.8)              | 28.9 (84.0)              | 25.6 (78.1)              | 21.1 (70.0)              | 14.8 (58.6)              | 9.0 (48.2)               | 18.0 (64.4)              |
| المتوسط اليومي °م (°ف)                                                        | 2.4 (36.3)               | 4.0 (39.2)               | 7.9 (46.2)               | 13.2 (55.8)              | 17.5 (63.5)              | 20.9 (69.6)              | 24.2 (75.6)              | 25.8 (78.4)              | 22.3 (72.1)              | 17.3 (63.1)              | 10.9 (51.6)              | 5.1 (41.2)               | 14.3 (57.7)              |
| متوسط درجة الحرارة الصغرى °م (°ف)                                             | −0.8 (30.6)              | 0.6 (33.1)               | 4.4 (39.9)               | 9.6 (49.3)               | 14.3 (57.7)              | 18.4 (65.1)              | 22.1 (71.8)              | 23.4 (74.1)              | 19.7 (67.5)              | 14.1 (57.4)              | 7.7 (45.9)               | 1.9 (35.4)               | 11.3 (52.3)              |
| أدنى درجة حرارة °م (°ف)                                                       | −11.9 (10.6)             | −12.6 (9.3)              | −8.8 (16.2)              | −2.3 (27.9)              | 6.8 (44.2)               | 12.6 (54.7)              | 14.3 (57.7)              | 15.6 (60.1)              | 11.6 (52.9)              | 1.9 (35.4)               | −5.3 (22.5)              | −10.8 (12.6)             | −12.6 (9.3)              |
| الهطول مم (إنش)                                                               | 25.1 (0.99)              | 41.3 (1.63)              | 75.7 (2.98)              | 116.6 (4.59)             | 146.5 (5.77)             | 213.7 (8.41)             | 291.5 (11.48)            | 262.9 (10.35)            | 157.1 (6.19)             | 48.1 (1.89)              | 41.8 (1.65)              | 18.6 (0.73)              | 1٬439 (56.65)            |
| متوسط أيام هطول الأمطار (≥ 0.1 mm)                                            | 5.2                      | 6.4                      | 8.5                      | 9.1                      | 9.7                      | 10.8                     | 14.4                     | 11.8                     | 9.0                      | 4.9                      | 6.0                      | 4.4                      | 100.2                    |
| متوسط الأيام المثلجة                                                          | 3.8                      | 3.0                      | 1.1                      | 0.0                      | 0.0                      | 0.0                      | 0.0                      | 0.0                      | 0.0                      | 0.0                      | 0.5                      | 2.8                      | 11.2                     |
| متوسط الرطوبة النسبية (%)                                                     | 54.6                     | 55.7                     | 59.2                     | 63.0                     | 69.5                     | 77.5                     | 84.6                     | 79.8                     | 72.4                     | 63.5                     | 60.0                     | 56.8                     | 66.4                     |
| ساعات سطوع الشمس الشهرية                                                      | 193.3                    | 186.5                    | 203.4                    | 215.5                    | 220.1                    | 173.6                    | 158.2                    | 196.4                    | 178.6                    | 216.6                    | 190.7                    | 198.3                    | 2٬331٫3                  |
| نسبة وصول أشعة الشمس                                                          | 61.6                     | 60.5                     | 54.8                     | 55.0                     | 50.8                     | 40.1                     | 35.9                     | 47.2                     | 48.0                     | 61.7                     | 61.3                     | 64.8                     | 52.4                     |
| المصدر: Korea Meteorological Administration (percent sunshine and snowy days) |                          |                          |                          |                          |                          |                          |                          |                          |                          |                          |                          |                          |                          |

## مدن توأم
المدن التوأم:
- مدينة كيريتارو
- نيوبورت بيتش، أورانج، كاليفورنيا
- كوتا كينابالو
- فانينو
- ويهاي
- كاراتسو، ساغا
- بورت أوف سبين.

## أعلام
- كو جونغ سو
- هيونا